# Duifje Schuitenvoerder
Duifje Schuitenvoerder, (Rotterdam, 4 november 1874 - Auschwitz, 27 november 1942) ook bekend onder haar artiestennaam Duifje de Haas, was een Nederlands zangeres.

## Biografie
Schuitenvoerder trad jarenlang op als zangeres samen met haar echtgenoot, de komiek, zanger en tekstschrijver Maurice Dumas, als duo. De optredens bestonden uit korte humoristische conferences van Dumas afgewisseld met liedjes. Het repertoire werd door haar echtgenoot geschreven en bevatte vrolijke, goed in het gehoor liggende liedjes met een pikante ondertoon en soms op lichte toon inspelend op de actualiteit. Ook voerde ze korte sketches op. Zij is tevens te horen op diverse plaatopnames uit vroege jaren die in het begin van de twintigste eeuw opgenomen werden bij het label Applaudando. In 1912 maakte ze samen met haar echtgenoot en een aantal andere artiesten, onder wie Eduard Jacobs en Louis de Vriendt, een lange tournee door Nederlands-Indië.

## Populariteit
Na de Eerste Wereldoorlog trad het echtpaar steeds minder op, de immense populariteit van de vooroorlogse periode was voorbij. Haar man nam nog een aantal platen op, maar overleed in 1937. Schuitenvoerder werd bij een razzia in Amsterdam in 1942 opgepakt en belandde door haar Joodse afkomst in het naziconcentratiekamp Auschwitz in het door de nazi's bezette Polen, waar ze op 27 november 1942 om het leven werd gebracht.

## Repertoire
- Japie is Getrouwd, lied met Maurice Dumas, 1907[1][2]
- De Bedelares, komische sketch 1915[3]